# Masa powietrza

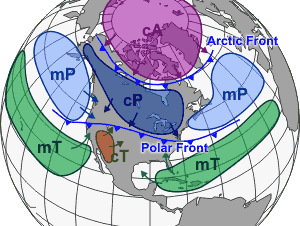

Masa powietrza – duży obszar troposfery o stosunkowo jednolitych i szczególnych parametrach powietrza takich jak: pionowe uwarstwienie termiczne, wilgotność i innych wspólnych cechach, które nabyło przez dłuższy pobyt nad określonym typem podłoża. Strefy przejściowe między masami powietrza to fronty atmosferyczne. W strefie umiarkowanej występują trzy podstawowe rodzaje mas powietrza: polarne (PP), arktyczne (PA) i zwrotnikowe (PZ). W zależności od tego, czy napłynęły znad oceanu, czy znad lądu, będą one wilgotne lub suche, a więc będą miały charakter mas morskich (m) lub kontynentalnych (k).

## Masy powietrza na Ziemi
Klasyfikacja geograficzna mas powietrza:
- masy powietrza równikowego (PR),
- masy powietrza zwrotnikowego (PZ),
- masy powietrza polarnego (PP) – wbrew nazwie ma swoją kolebkę w szerokościach umiarkowanych,
- masy powietrza arktycznego (antarktycznego - na półkuli południowej) (PA).

## Masy powietrza w Polsce
Na terenie Polski występują masy powietrza
- Powietrze polarne - morskie (PPm) - tworzy się podczas długotrwałego przebywania powietrza nad Oceanem Atlantyckim w strefie pomiędzy 45° i 70° szer. geogr. Zawiera duże ilości pary wodnej. Jest stosunkowo chłodne w lecie, ze względu na znaczny udział parowania przez wody oceanu i duże zachmurzenie a dość ciepłe w zimie ze względu na oddanie do atmosfery energii zakumulowanej podczas lata. Dopływa z kierunku północno-zachodniego (NW). W lecie przynosi pogodę chłodną, chmurną z opadami czasem o charakterze burzowym, a w zimie przynosi duże zachmurzenie, mgły, opady śniegu i deszczu oraz ocieplenie i doprowadza nieraz do odwilży. Jego źródłem jest stały niż islandzki. Masa tego powietrza przebywa nad terenami Polski przez około 65% dni w ciągu roku (~237 dni).
- Powietrze polarne - kontynentalne (PPk) - kształtuje się nad obszarami Rosji z powietrza arktycznego lub polarno-morskiego, które tam napłynęły. W zimie jest silnie oziębione w dolnych warstwach i dość suche, w lecie - ciepłe, suche i zawiera duże ilości pyłów. Podobnie jak Pm, powietrze Pk również występuje nad Polską przez długi czas w roku i w dużej mierze kształtuje klimat Polski. Występuje przez około 30% dni w ciągu roku (~109 dni), napływa z północnego wschodu (NE) znad terenów Eurazji. Jest suchą masą powietrza, która w lecie powoduje w Polsce słoneczną i upalną pogodę. W zimie również pod wpływem tej masy powietrza pogoda jest słoneczna, ale temperatury spadają poniżej zera. Opisane zjawisko powstaje w wyniku szybkiego nagrzewania się kontynentu w lecie oraz szybkiego wychładzania się go w zimie. Gdy masy te napływają z terenów stepowych, wówczas charakteryzują się dużym zapyleniem[1].
- Powietrze arktyczne - morskie (PAm) - powstaje nad wolnymi od lodu obszarami oceanu w wysokich szerokościach geograficznych. Przemieszcza się następnie nad Oceanem Atlantyckim. Jest nieco cieplejsze i bardziej wilgotne od Ak. Masa napływająca znad Arktyki (N), wiosną i latem przynosi krótkotrwałe opady (czasem śniegu) i ochłodzenie, jesienią i zimą powoduje ochłodzenie oraz duże opady śniegu.
- Powietrze arktyczne - kontynentalne (PAk) - tworzy się w strefie otaczającej biegun północny ponad terenami stale pokrytymi śniegiem i lodem. Występuje tam: bardzo niska temperatura powierzchni czynnej w wyniku ujemnej wartości bilansu promieniowania. Powietrze w tej masie ma bardzo niską temperaturę, zawiera niewielką ilość pary wodnej. Charakteryzuje się znaczną przezroczystością, gdyż rodzaj powierzchni i brak konwekcji termicznej nie sprzyjają powstawaniu zapylenia. Przemieszczają się znad północno-wschodniej Europy (NNE). Adwekcja PAk wiosną powoduje groźne dla roślinności spadki temperatury przy pogodzie bezchmurnej "zimni ogrodnicy"[1], jesienią i zimą przynosi silne mrozy i duże opady śniegu.
- Powietrze zwrotnikowe - morskie (PZm) -  tworzy się w pasie ok. 30° szer. geogr. nad powierzchniami ciepłych wód oceanicznych. Jest bardzo ciepłe, zawiera ogromne ilości pary wodnej oraz niewielką ilość pyłów. Napływa znad Wyżu Azorskiego (SW). Latem towarzyszy jej pogoda parna i burzowa. W zimie adwekcja PZm powoduje gwałtowne ocieplenie, odwilże, dokuczliwe mgły i mżawki. Masy zwrotnikowe mają mały udział w kształtowaniu klimatu Polski, ponieważ występują na jej obszarze tylko przez około 2% dni w ciągu całego roku (~7 dni). Naturalną barierą są dla nich góry.
- Powietrze zwrotnikowe - kontynentalne (PZk) - powstaje nad piaszczystymi pustyniami Iranu, Turcji i północnej Afryki. Z tego powodu jest bardzo ciepłe, suche i silnie zapylone. Napływa znad północnej Afryki i Azji Mniejszej (S), zazwyczaj latem i jesienią. Powoduje wzrost nasłonecznienia i przynosi tzw. "polską złotą jesień" ze słoneczną pogodą.
- Nad Polskę nie docierają masy powietrza równikowego (PR), albo docierają na okres tak krótki, że nie uwzględnia się ich w tworzeniu klimatu Polski. Charakteryzuje się równowagą chwiejną sprzyjającą skrajnie gwałtownemu rozwojowi chmur Cb z ulewami i burzami.

| Masa            | Zima XII - II | Wiosna III - V | Lato VI - VIII | Jesień IX - XI | Rok I - XII      |
| --------------- | ------------- | -------------- | -------------- | -------------- | ---------------- |
| PA PPm PPk PZ X | 11 46 37 1 5  | 16 33 45 1 5   | 2 60 34 - 4    | 10 45 38 - 7   | 10 46 38 0,5 5,5 |